# Championnat d'Europe masculin de rink hockey des moins de 20 ans 2010
Navigation
Championnat d'Europe masculin -20 ans 2008 Championnat d'Europe masculin -20 ans 2012
Le championnat d'Europe de rink hockey masculin des moins de 20 ans 2010 se déroule du 20 septembre au 25 septembre 2010 à Viareggio en Italie.

## Déroulement
La compétition est divisée en deux phases.
Durant la phase de poules, les 8 équipes sont réparties dans deux groupes où chaque participant rencontre une fois tous ses adversaires. Lors de cette première phase, les équipes se voient attribuer respectivement 3 points, 1 point et 0 point pour une victoire, un nul et une défaite.
La phase finale, toutes les équipes participantes sont qualifiées pour les quarts de finale, quelle que soit leur place dans le groupe. Les équipes échouant au stade des quarts de finale se rencontrent ensuite dans un tournoi afin de déterminer le classement final.

## Équipes
| Groupe A  |
| --------- |
| Allemagne |
| Pays-Bas  |
| Portugal  |
| Suisse    |

| Groupe B   |
| ---------- |
| Espagne    |
| France     |
| Italie     |
| Angleterre |

## Phase de poule

### Première journée:20septembre2010
| Entraîneur :   |
| Marc Berenbeck |

| Entraîneur :  |
| Robbie Dooren |

| Entraîneur :   |
| Marc Berenbeck |

| Entraîneur :  |
| Robbie Dooren |

| Entraîneur : |
| Josep Ordeig |

| Entraîneur : |
| Eric Marquis |

| Entraîneur : |
| Josep Ordeig |

| Entraîneur : |
| Eric Marquis |

| Entraîneur : |
| Luis Duarte  |

| Entraîneur :  |
| Andreas Brand |

| Entraîneur : |
| Luis Duarte  |

| Entraîneur :  |
| Andreas Brand |

| Entraîneur :    |
| Gaetano Marozin |

| Entraîneur :  |
| Carlos Amaral |

| Entraîneur :    |
| Gaetano Marozin |

| Entraîneur :  |
| Carlos Amaral |

### Deuxième journée:21septembre2010
| Entraîneur :  |
| Carlos Amaral |

| Entraîneur : |
| Josep Ordeig |

| Entraîneur :  |
| Carlos Amaral |

| Entraîneur : |
| Josep Ordeig |

| Entraîneur :  |
| Robbie Dooren |

| Entraîneur : |
| Luis Duarte  |

| Entraîneur :  |
| Robbie Dooren |

| Entraîneur : |
| Luis Duarte  |

| Entraîneur :  |
| Andreas Brand |

| Entraîneur :   |
| Marc Berenbeck |

| Entraîneur :  |
| Andreas Brand |

| Entraîneur :   |
| Marc Berenbeck |

| Entraîneur : |
| Eric Marquis |

| Entraîneur :    |
| Gaetano Marozin |

| Entraîneur : |
| Eric Marquis |

| Entraîneur :    |
| Gaetano Marozin |

### Troisième journée:22septembre2010
| Entraîneur :  |
| Andreas Brand |

| Entraîneur :  |
| Robbie Dooren |

| Entraîneur :  |
| Andreas Brand |

| Entraîneur :  |
| Robbie Dooren |

| Entraîneur : |
| Eric Marquis |

| Entraîneur :  |
| Carlos Amaral |

| Entraîneur : |
| Eric Marquis |

| Entraîneur :  |
| Carlos Amaral |

| Entraîneur : |
| Luis Duarte  |

| Entraîneur :   |
| Marc Berenbeck |

| Entraîneur : |
| Luis Duarte  |

| Entraîneur :   |
| Marc Berenbeck |

| Entraîneur :    |
| Gaetano Marozin |

| Entraîneur : |
| Josep Ordeig |

| Entraîneur :    |
| Gaetano Marozin |

| Entraîneur : |
| Josep Ordeig |

### Classement

#### Groupe A
| Rang | Équipe    | Pts | J | G | N | P | Bp | Bc | Diff |
| ---- | --------- | --- | - | - | - | - | -- | -- | ---- |
| 1    | Portugal  | 7   | 3 | 2 | 1 | 0 | 36 | 6  | +30  |
| 2    | Allemagne | 7   | 3 | 2 | 1 | 0 | 22 | 7  | +15  |
| 3    | Suisse    | 3   | 3 | 1 | 0 | 2 | 12 | 22 | -10  |
| 4    | Pays-Bas  | 0   | 3 | 0 | 0 | 3 | 1  | 36 | -35  |

#### Groupe B
| Rang | Équipe     | Pts | J | G | N | P | Bp | Bc | Diff |
| ---- | ---------- | --- | - | - | - | - | -- | -- | ---- |
| 1    | Espagne    | 7   | 3 | 2 | 1 | 0 | 20 | 6  | +14  |
| 2    | France     | 6   | 3 | 2 | 0 | 1 | 12 | 6  | +6   |
| 3    | Italie     | 4   | 3 | 1 | 1 | 1 | 12 | 11 | +1   |
| 4    | Angleterre | 0   | 3 | 0 | 0 | 3 | 2  | 23 | -21  |

## Phase finale
|  | Quarts de finale        | Quarts de finale        |                         |                         | Demi-finales            | Demi-finales            |   |  | Finale                  | Finale                  |
|  | Quarts de finale        | Quarts de finale        |                         |                         | Demi-finales            | Demi-finales            |   |  | Finale                  | Finale                  |
|  |                         |                         |                         |                         |                         |                         |   |  |                         |                         |
|  | 23 septembre 2010 16h30 | 23 septembre 2010 16h30 |                         |                         | 24 septembre 2010 19h30 | 24 septembre 2010 19h30 |   |  | 25 septembre 2010 21h00 | 25 septembre 2010 21h00 |
|  | 23 septembre 2010 16h30 | 23 septembre 2010 16h30 |                         |                         | 24 septembre 2010 19h30 | 24 septembre 2010 19h30 |   |  | 25 septembre 2010 21h00 | 25 septembre 2010 21h00 |
|  | Portugal                | 8                       |                         |                         | 24 septembre 2010 19h30 | 24 septembre 2010 19h30 |   |  | 25 septembre 2010 21h00 | 25 septembre 2010 21h00 |
|  | Portugal                | 8                       |                         |                         | 24 septembre 2010 19h30 | 24 septembre 2010 19h30 |   |  | 25 septembre 2010 21h00 | 25 septembre 2010 21h00 |
|  | Angleterre              | 2                       |                         |                         | 24 septembre 2010 19h30 | 24 septembre 2010 19h30 |   |  | 25 septembre 2010 21h00 | 25 septembre 2010 21h00 |
|  | Angleterre              | 2                       | Portugal                | 6                       |                         |                         |   |  | 25 septembre 2010 21h00 | 25 septembre 2010 21h00 |
|  | 23 septembre 2010 19h30 |                         | Portugal                | 6                       |                         |                         |   |  | 25 septembre 2010 21h00 | 25 septembre 2010 21h00 |
|  |                         | France                  | 1                       |                         |                         |                         |   |  | 25 septembre 2010 21h00 | 25 septembre 2010 21h00 |
|  | Suisse                  | France                  | 1                       | 0                       |                         |                         |   |  | 25 septembre 2010 21h00 | 25 septembre 2010 21h00 |
|  | Suisse                  |                         |                         | 0                       |                         |                         |   |  | 25 septembre 2010 21h00 | 25 septembre 2010 21h00 |
|  | France                  | 4                       |                         |                         |                         |                         |   |  | 25 septembre 2010 21h00 | 25 septembre 2010 21h00 |
|  | France                  | 4                       | Portugal                | 2                       |                         |                         |   |  |                         |                         |
|  | 23 septembre 2010 18h00 |                         | Portugal                | 2                       |                         |                         |   |  |                         |                         |
|  |                         | Italie                  | 1                       |                         |                         |                         |   |  |                         |                         |
|  | Pays-Bas                | Italie                  | 1                       | 0                       |                         |                         |   |  |                         |                         |
|  | Pays-Bas                | 24 septembre 2010 21h00 |                         | 0                       |                         |                         |   |  |                         |                         |
|  | Espagne                 | 12                      |                         |                         |                         |                         |   |  |                         |                         |
|  | Espagne                 | 12                      | Espagne                 | 2                       |                         |                         |   |  |                         |                         |
|  | 23 septembre 2010 21h00 | 23 septembre 2010 21h00 | Espagne                 | 2                       | Match pour la 3e place  | Match pour la 3e place  |   |  |                         |                         |
|  | 23 septembre 2010 21h00 | 23 septembre 2010 21h00 |                         | Italie                  | Match pour la 3e place  | Match pour la 3e place  | 5 |  |                         |                         |
|  | Allemagne               | 2                       | 25 septembre 2010 19h30 | 25 septembre 2010 19h30 |                         |                         | 5 |  |                         |                         |
|  | Allemagne               | 2                       | 25 septembre 2010 19h30 | 25 septembre 2010 19h30 |                         |                         |   |  |                         |                         |
|  | Italie                  | 7                       |                         | France                  | 1                       |                         |   |  |                         |                         |
|  | Italie                  | 7                       |                         | France                  | 1                       |                         |   |  |                         |                         |
|  |                         |                         |                         |                         |                         |                         |   |  | Espagne                 | 3                       |
|  |                         |                         |                         |                         |                         |                         |   |  | Espagne                 | 3                       |

| Champion d'Europe moins de 20 ans 2010 de rink hockey |
| ----------------------------------------------------- |
| PORTUGAL Seizième titre                               |

## Matchs de classement
|  | Demi-finales | Demi-finales |          |   | 5e place | 5e place |
|  | Demi-finales | Demi-finales |          |   | 5e place | 5e place |
|  |              |              |          |   |          |          |
|  |              |              |          |   |          |          |
|  |              |              |          |   |          |          |
|  | Angleterre   | 2            |          |   |          |          |
|  | Angleterre   | 2            |          |   |          |          |
|  | Suisse       | 4            |          |   |          |          |
|  | Suisse       | 4            | Suisse   | 2 |          |          |
|  |              |              | Suisse   | 2 |          |          |
|  |              | Allemagne    | 4        |   |          |          |
|  | Pays-Bas     | Allemagne    | 4        | 1 |          |          |
|  | Pays-Bas     |              |          | 1 |          |          |
|  | Allemagne    | 19           |          |   |          |          |
|  | Allemagne    | 19           | 7e place |   |          |          |
|  |              |              |          |   |          |          |
|  |              |              |          |   |          |          |
|  |              |              |          |   |          |          |
|  | Angleterre   | 7            |          |   |          |          |
|  | Angleterre   | 7            |          |   |          |          |
|  | Pays-Bas     | 1            |          |   |          |          |
|  | Pays-Bas     | 1            |          |   |          |          |

## Classement final
| Place | Équipe     |
| ----- | ---------- |
| 1     | Portugal   |
| 2     | Italie     |
| 3     | Espagne    |
| 4     | France     |
| 5     | Allemagne  |
| 6     | Suisse     |
| 7     | Angleterre |
| 8     | Pays-Bas   |

## Classement des buteurs
16 buts
- Milan Brandt

14 buts
- José Costa

13 buts
- Filippo Dal Monte

9 buts
- Yannick Peinke

8 buts
- Pablo Aguaron
- João Beja

7 buts
- Benjamin Nusch
- Mathieu Ruckebusch
- Gonçalo Alves

6 buts
- Kai Milewski
- Owen Stewart
- Tirso Gomez
- Xavier Terns
- Corentin Turluer

5 buts
- Adrian Boo
- Andrea Malagoli
- Telmo Pinto
- João Silva
- João Souto Silva
- Pedro Vaz
- Robin Schaffer

4 buts
- Robin Schulz
- Xavier Barroso
- Ruben Fernandez
- Mattia Ghirardello
- Loïc Luisier
- Jordi Ortola